# Francesco Clemente
Francesco Clemente (ur. 23 marca 1952 w Neapolu) – włoski malarz. 
Razem z Sandro Chia i Enzo Cucchi jest głównym przedstawicielem włoskiej transawangardy. Brał udział w documenta 7 w Kassel. Wielokrotnie podróżował do Afganistanu i Indii, skąd czerpał inspiracje do obrazów. Jego obrazy łączą formy abstrakcyjne i figuratywne.